# Marco lógico

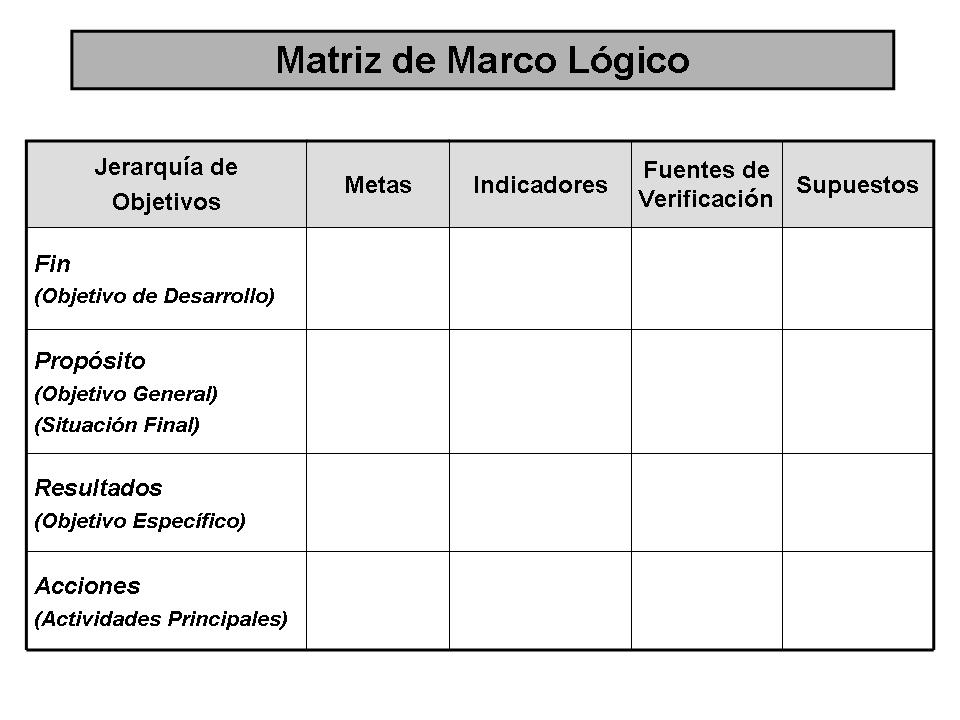
Matriz de marco lógico de 5 columnas.

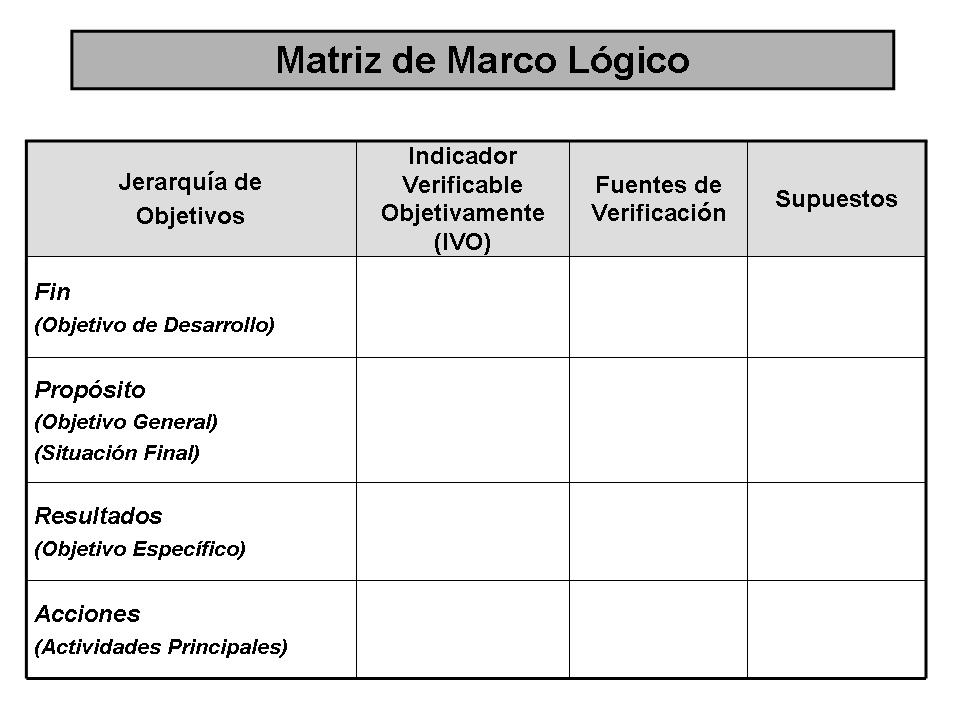
Matriz de marco lógico de 4 columnas.

El Enfoque de Marco Lógico (EML) es una herramienta analítica, desarrollada en 1969, para la planificación de proyectos orientada al cumplimiento de objetivos. Es utilizado con frecuencia por organismos de cooperación internacional como la Sociedad Alemana de Cooperación Internacional de Alemania o la Agencia Española de Cooperación Internacional para el Desarrollo de España.
En el EML se considera que la ejecución de un proyecto es consecuencia de un conjunto de elementos con una relación causal interna. Estos son: insumos, actividades, resultados, objetivos específicos y objetivo global. Las incertidumbres del proceso se explican con los factores externos (o supuestos) en cada nivel.
De modo general, se hace un resumen del proceso de desarrollo en una matriz que consiste en los elementos básicos mencionados arriba, la cual es conocida como la Matriz del Proyecto (MP) [a veces es conocida como Matriz de Planificación].
Se denomina Matriz del Proyecto, de un programa o proyecto de desarrollo social, a un documento que sintetiza: 
- el objetivo general;
- los objetivos específicos;
- los resultados esperados;
- las actividades necesarias para alcanzar dichos resultados;
- los recursos necesarios para desarrollar las actividades;
- las limitantes externas del programa o proyecto;
- los indicadores medibles y objetivos para evaluar el programa o proyecto; y,
- el procedimiento para determinar los indicadores.

El concepto de marco lógico fue desarrollado originalmente por la USAID, la Agencia de Estados Unidos para el Desarrollo Internacional, a principios de los años 70 y posteriormente adoptado, con algunas modificaciones, por la agencia de cooperación alemana GTZ en su método de planificación de proyectos conocido como ZOPP.  La metodología es implementada actualmente por muchas agencias de cooperación internacional. Se trata de un instrumento útil para que el equipo involucrado en un proyecto de desarrollo llegue a un consenso sobre la concepción general del proyecto o programa.

## Objetivo general
Descripción objetiva y concisa de las condiciones del entorno, el cual se pretende alcanzar con la intervención que se está planeando o ejecutando.
El objetivo general debe ser uno solo. En caso de que no sea posible, el proyecto o programa debe considerarse como dos o más subproyectos o subprogramas, procediendo a definir un marco lógico para cada uno de ellos.
Paralelamente con la definición del objetivo general, se definen los indicadores objetivamente verificables, los procedimientos para su determinación, así como las hipótesis externas que deben cumplirse para que se pueda alcanzar el objetivo general. Una hipótesis puede referir al riesgo atribuido a su cumplimiento.

### Ejemplo
Para facilitar la comprensión del procedimiento, se presenta a continuación un caso concreto, desarrollado en Guayaquil, específicamente en Bastión Popular, entre los años 2002 y 2005, con financiamiento conjunto de la Unión Europea y del Municipio de Guayaquil; se trata del "Programa de Desarrollo de Zonas Urbano Marginales de Guayaquil", también conocido como Programa ZUMAR. 
Objetivo general
Mejorar la calidad de vida de la población de Bastión Popular, rompiendo las dinámicas de marginalización y con énfasis en la población más desprotegida como la niñez, las mujeres, la tercera edad y la juventud.
Indicadores objetivamente verificables (del objetivo general)
- Los planes de trabajo y de inversión de las entidades del Comité de Coordinación integran las acciones y los presupuestos necesarios para la ejecución del Plan de Desarrollo Local de Bastión Popular.

Hipótesis externas
- La Municipalidad de Guayaquil mantiene la política de desarrollo social y de gestión a favor de los sectores urbanos marginales y asume el proyecto como suyo. 
  - Riesgo de que esto no se cumpla: Estimado como bajo, para los próximos 4 años.

- Las entidades integrantes del Comité de Coordinación mantienen sus compromisos para la puesta en marcha del Plan de Desarrollo Local.
  - Riesgo: Estimado como medio.

- Se ha controlado el fenómeno de las invasiones en la zona de Bastión Popular.
  - Riesgo: Se estima alto.

## Objetivos específicos
Los objetivos específicos detallan los cambios de comportamiento (actitud, conducta o desempeño) de las personas, instituciones y grupos que generan la situación actual, negativa, que se pretende resolver. Sin esos cambios de comportamiento el objetivo general no es alcanzable.
Puede haber más de un objetivo específico, de hecho, tantos como actores clave y cambios de comportamiento necesarios.
Para cada uno hay que definir los resultados concretos esperados, los indicadores objetivamente medibles, los procedimientos para su medición, las hipótesis externas, y el riesgo que se le asigna.
Los indicadores de este nivel del marco lógico se llaman indicadores de efectividad.

### Ejemplo
Objetivo específico
OE: Mejorar las condiciones de vida de los habitantes, mediante la construcción, rehabilitación y prestación de servicios básicos en salud, saneamiento ambiental, educación, recreación y desarrollo organizacional, implementados bajo un esquema de participación institucional – comunitario, buscando que sea auto sustentable en el tiempo
Indicadores objetivamente verificables
- Indicador 1: Componentes del proyecto ejecutados en forma complementada y aporte, entre los ejecutores: Unión Europea; M.I. Municipalidad; y, organismos locales, institucionales y comunitarios.
- Indicador 2: Indicadores de las variables socioeconómicas, respecto a los valores de línea de base inicial.
- Indicador 3: Indicadores de las variables de salud, respecto a los valores de línea de base inicial.

Fuentes de Verificación
Del indicador 1
- Evaluación final del programa e informes técnicos y socioeducativos (consultorías externas e internas).
- Informes de resultados del sistema de monitoreo.
- Informes técnicos producidos.

Del indicador 2
- Encuestas a medio período y al final del Programa para contrastar indicadores e impactos, con la línea de base.

Del indicador 3
- Encuesta a medio período y al final del Programa para contrastar indicadores e impactos, con la línea de base.

Hipótesis externas
- Decisión política de la municipalidad para continuar con la administración de los servicios básicos de salud.
  - Riesgo: Estimado como medio.

- Instituciones involucradas, participando en los diferentes componentes del proyecto.
  - Riesgo: Estimado como medio.

- Beneficiarios actuando en el proyecto como actores claves para su desarrollo.
  - Riesgo: Estimado como bajo.

## Resultados esperados
Para el objetivo específico se definen los resultados concretos esperados y el plazo o fecha en la que se espera haber alcanzado dichos resultados. Debe de haber más de un resultado. Para efectos prácticos, a los resultados concretos esperados para alcanzar el objetivo específico, o OE, se les denominará con un índice, R.1; R.2; …

### Ejemplo
Tratándose de un ejemplo para fines ilustrativos, solo reportamos una serie de resultados concretos esperados.
Así, algunos de los resultados concretos esperados para atender al objetivo específico 1 son: 
R.1 Infraestructuras de servicios para atención médico materno infantil, de cuidado diario y atención familiar construidos, equipados y funcionando. 
R.2 Centros de desarrollo infantil rehabilitados.
R.3 Infraestructuras viales internas, canales de aguas lluvias, prestación de servicios de agua potable y manejo de aguas servidas rehabilitadas y mejoradas.
R.4 Organización del servicio de manejo de desechos sólidos, complementando la recolección de la empresa concesionaria municipal, con la participación activa de la población.
R.5 Recuperación de áreas verdes, con servicios recreativos mejorados mediante mecanismos participativos.
Para cada resultado específico deseado, se definen:
- Indicadores objetivos verificables;
- Fuentes de verificación;
- Hipótesis externas e internas que pueden afectar los resultados esperados; y, riesgo de que estas hipótesis no se cumplan.

## Actividades
Las actividades se definen para cada resultado esperado. Serán necesarias varias actividades para alcanzar cada uno de los resultados. Para cada actividad se definen los recursos necesarios, sean estos de personal, recursos financieros o disponibilidad de equipos.

### Ejemplo
A efectos ilustrativos se presentan algunas de las actividades necesarias para alcanzar el resultado R.3, arriba descrito.
Para mejorar las vías: 
A.3.1 Priorización de las vías a ser intervenidas
A.3.2 Diseño de ingeniería de las vías mejoradas, para la calidad de la misma
A.3.3 Licitación de las obras
A.3.4 Ejecución de las obras
...
...
Para mejorar el drenaje de las aguas pluviales:
A.3.n Priorización de las áreas a ser intervenidas
A.3.n+1 Diseño de ingeniería
A.3.n+2 Licitación de las obras
...
...